# Шокшуева, Юлия Владимировна
Юлия Владимировна Шокшуева (род. 21 февраля 1988 года) - российская бобслеистка.

## Карьера
Занимается бобслеем, выступает в качестве разгоняющей. Тренер - Н.А. Орлова. Выступает за ЦСП по зимним видам спорта (Сочи, Краснодарский край) 
Серебряный призер чемпионата России (2014)
Победитель чемпионата России (2016).
Победитель в общем зачёте кубка Европы 2016.
Серебряный призёр чемпионата мира (2016) в смешанной команде. 
Победитель летнего Чемпионата Мира по бобстартам (2016, Румыния).
4 место на Чемпионате Европы (2017).. 2 место Чемпионат России 2019

## Образование
Окончила Cыктывкарский филиал Санкт-Петербургского государственного университета сервиса и экономики.